# Guillermo Jiménez Sáenz
Guillermo Jiménez Sáenz (1922-1988) fue un pintor costarricense. Es uno de los iniciadores del arte abstracto en Costa Rica, pues integró, junto a otros siete artistas de su época, el denominado Grupo Ocho, uno de los movimientos artísticos más importantes de la historia del arte moderno de Costa Rica, en la década de 1960. Fue profesor, catedrático y vicedecano de la Escuela de Bellas Artes de Costa Rica, y docente en la Casa del Artista. Su obra se caracterizó por un grado de abstracción muy marcado, al aplicar en sus pinturas una combinación de planos geométricos.